# 馬祖大橋
馬祖大橋，又稱南北竿大橋，是中華民國連江縣規劃中的一條大橋，連接馬祖列島中最大的北竿島和南竿島，預計將投入新台幣288.48億元，工期需8年。

## 規劃
馬祖大橋的起點是南竿鄉復興村環保路，終點是北竿鄉白沙村尼姑山龍貓隧道，橋體為三跨式斜張橋，主橋將採預力混凝土箱型樑型式，海域段長3,200米、陸域段長1,100米，橋面路寬15米，為雙向四車道，可配置專用人行道。橋下航道採雙孔單向配置，並設置導航和防撞設施。

## 困難
由於南北竿之間的海溝最深達60公尺，其餘水深也在30至40公尺之間，海底地質屬堅硬的花崗岩。馬祖大橋鄰近機場，橋面及附屬設施限高57米，而又須滿足橋下的通航高度。這些都大大增加施工難度。

## 進度
馬祖大橋由中華民國交通部公路總局、台灣世曦工程顧問公司規劃，公路總局2019年2月初提報馬祖大橋綜合規劃至交通部，2019年2月10日提報行政院審查，交通部於2021年12月3日將報告書送中華民國國家發展委員會審查，預計於2022年3月提出實質建設計畫。

### 預定時程與進度
| 路線進度                           | 可行性研究 | 可行性研究 | 可行性研究     | 可行性研究     | 可行性研究     | 綜合規劃 | 綜合規劃 | 綜合規劃       | 綜合規劃       | 綜合規劃       | 綜合規劃       | 設計        | 設計        | 招標  | 招標  | 執行  | 執行  | 執行  | 執行  | 預 計 完 工 | 備註 \| █ 已完成或核定 █ 進行中 █ 預定啟動 \| |
| 路線進度                           | 啟 動      | 送 審      | 交 通 部 核 定 | 國 發 會 核 定 | 行 政 院 核 定 | 啟 動    | 環 評    | 環 保 署 核 定 | 交 通 部 核 定 | 國 發 會 核 定 | 行 政 院 核 定 | 設 計 完 成 | 審 議 完 成 | 公 示 | 決 標 | 施 工 | 完 工 | 履 勘 | 通 車 | 預 計 完 工 | 備註 \| █ 已完成或核定 █ 進行中 █ 預定啟動 \| |
| ---------------------------------- | ---------- | ---------- | -------------- | -------------- | -------------- | -------- | -------- | -------------- | -------------- | -------------- | -------------- | ----------- | ----------- | ----- | ----- | ----- | ----- | ----- | ----- | ----------- | --------------------------------------------- |
| 馬祖大橋                           |            |            |                |                |                |          |          |                |                |                |                |             |             |       |       |       |       |       |       |             |                                               |
| █ 已完成或核定 █ 進行中 █ 預定啟動 |            |            |                |                |                |          |          |                |                |                |                |             |             |       |       |       |       |       |       |             |                                               |

## 影響
馬祖列島約有七成的居民居住在北竿島和南竿島，南北竿之間的交通只能靠每趟約20分鐘的船隻接駁，馬祖大橋完工後南北竿之間的車程僅需3至5分鐘。馬祖列島的遊客人數從2005年的3萬多人增加到2017年的近18萬人，而南北竿的機場均為半目視機場，如果能見度在3,200公尺以下、雲高560公尺以下時飛機便無法降落，馬祖大橋開通後可以只保留北竿機場進行升級改造
，屆時班機取消率會降至4.8%，而南竿機場原址將進行土地開發，為南竿的發展釋出空間，但廢除南竿機場則引起南竿居民的不滿。